# اولی‌دی‌بی‌جی
OllyDbg (برگرفته از نام نویسنده ی آن اوهوش یوشچک) یک اشکال زدای(دیباگر) x86 است که تاکید بر تحلیل کد باینری دارد که زمانی که کد اصلی در دسترس نیست، مفید است. این نرم‌افزار رجیسترها را ردیابی میکند و تابع ها ،فراخوانی های ای پی آی ، دستورهای سوئیچ ، جداول ، مقادیر ثابت و رشته ها را تشخیص می دهد و همچنین مکان روال ها در آبجکت فایل ها و کتابخانه ها را مشخص می کند. این نرم‌افزار رابط کاربر پسند دارد و قابلیت های آن می تواند توسط پلاگین های شخص ثالث گسترش یابد. نسخه ۱.۱۰ آخرین انتشار ۱.x است. نسخه ۲.۰ در ژوئن ۲۰۱۰ منتشر شد و OllyDbg در این نسخه از بالا تا پایین بازنویسی شده است. این نرم‌افزار رایگان است، اما مجوز اشتراک افزار(shareware) باعث می شود تا کاربران با بانی ثبت نام کنند.  اگر چه نسخه فعلی OllyDbg نمی‌تواند باینری های کامپایل شده برای پردازنده های 64 بیتی را دیس اسمبل(واگرایی) کند، یک نسخه 64 بیتی از این اشکال زدا(دیباگر) وعده داده شده است. 

## مهندسی معکوس
OllyDbg اغلب برای مهندسی معکوس برنامه ها استفاده می شود.  آن اغلب توسط کرک کننده ها برای کرک کردن نرم افزار ساخته شده توسط سایر توسعه دهندگان استفاده می شود. برای کرک کردن و مهندسی معکوس، اغلب به دلیل سهولت استفاده و در دسترس بودن آن ابزار اصلی است. هر فایل اجرایی 32 بیتی می تواند توسط اشکال یاب (دیباگر) مورد استفاده قرار گیرد و در سطح دسترسی بی درنگ(realtime) در بیت کد / اسمبلی ویرایش شود.  همچنین این نرم‌افزار برای برنامه نویسان، برای اطمینان حاصل کردن از این که برنامه آنها همان طور که مورد نظر است، در حال اجرا است و برای آنالیز اهداف بدافزار مفید است. 

## نرم‌افزار مرتبط
- مجزاکننده تعاملی (IDA Pro)
- رادار 2
- چیت انجین
- دیباگر های برای نرم‌افزار مهندسی معکوس
- x64dbg
- دیباگر Syser